# Йенч, Даниэла
Даниэ́ла Йенч (нем. Daniela Jentsch; была известна также как Даниэ́ла Дриндль, нем. Daniela Driendl; род. 15 января 1982, Фюссен, Бавария) — немецкая кёрлингистка и тренер.
Играет на позиции четвёртого. Скип своей команды.

## Достижения
- Чемпионат Европы по кёрлингу: бронза (2018, 2021).
- Чемпионат Германии по кёрлингу среди женщин: серебро (2003, 2004, 2013, 2015), бронза (2001, 2016).

## Команды
| Сезон                                          | Четвёртый       | Третий           | Второй                           | Первый             | Запасной                             | Тренер                             | Турниры                                                       |
| ---------------------------------------------- | --------------- | ---------------- | -------------------------------- | ------------------ | ------------------------------------ | ---------------------------------- | ------------------------------------------------------------- |
| 1996—97                                        | Натали Несслер  | Даниэла Йенч     | Сабина Тобис                     | Андреа Шток        | Антония Бауэр                        |                                    | ЧМЮ 1997 (8 место)                                            |
| 1999—00                                        | Петра Чеч       | Даниэла Йенч     | Карин Фишер                      | Геза Ангрик        | Элизабет Лендле                      |                                    | ЧМ 2000 (6 место)                                             |
| 2000—01                                        | Даниэла Йенч    | Корнелия Шток    | Даниела Вильчек                  | Лиза Хаммер        | Штефани Вильчек                      |                                    | ЧМЮ 2001 (10 место)                                           |
| 2001—02                                        | Даниэла Йенч    | Корнелия Шток    | Йозефине Оберман                 | Лиза Хаммер        | Зина Фрай                            |                                    | ЧМЮ 2002 (5 место)                                            |
| 2002—03                                        | Даниэла Йенч    | Корнелия Шток    | Йозефине Оберман                 | Лиза Хаммер        | Зина Фрай                            | Бьорн Шрёдер                       | ЧЕ 2002 (7 место)                                             |
| 2004—05                                        | Даниэла Йенч    | Лиза Хаммер      | Зина Фрай                        | Марика Треттин     | Петра Чеч                            | Дик Хендерсон                      | ЧЕ 2004 (9 место)                                             |
| 2006—07                                        | Даниэла Йенч    | Коринна Шольц    | Мартина Линдер                   | Марика Треттин     | Leah Andrews                         |                                    |                                                               |
| 2010—11                                        | Даниэла Йенч    | Петра Чеч        | Марика Треттин                   | Геза Ангрик        |                                      |                                    |                                                               |
| 2011—12                                        | Даниэла Дриндль | Мартина Линдер   | Марика Треттин                   | Геза Ангрик        |                                      |                                    |                                                               |
| 2012—13                                        | Даниэла Дриндль | Мартина Линдер   | Марика Треттин                   | Аналена Йенч       |                                      |                                    | ЧГЖ 2013                                                      |
| 2013—14                                        | Даниэла Дриндль | Мартина Линдер   | Марика Треттин                   | Аналена Йенч       |                                      |                                    |                                                               |
| 2014—15                                        | Даниэла Дриндль | Мартина Линдер   | Марика Треттин                   | Аналена Йенч       |                                      |                                    | ЧГЖ 2015                                                      |
| 2014—15                                        | Даниэла Дриндль | Аналена Йенч     | Стелла Хайсс                     | Пиа-Лиза Шёлль     | Марика Треттин                       |                                    | ЧМ 2015 (9 место)                                             |
| 2015—16                                        | Даниэла Дриндль | Аналена Йенч     | Марика Треттин (ЧЕ) Стелла Хайсс | Пиа-Лиза Шёлль     | Майке Беер (ЧЕ), Марика Треттин      | Томас Липс                         | ЧЕ 2015 (9 место)                                             |
| 2016—17                                        | Даниэла Йенч    | Аналена Йенч     | Йозефине Оберман                 | Пиа-Лиза Шёлль     | Марика Треттин (ЧЕ) Эмира Аббес (ЧМ) | Томас Липс                         | ЧЕ 2016 (7 место) ЧМ 2017 (9 место)                           |
| 2017—18                                        | Даниэла Йенч    | Йозефине Оберман | Аналена Йенч                     | Пиа-Лиза Шёлль     | Эмира Аббес (ЧЕ)                     | Томас Липс                         | ЧЕ 2017 (6 место)                                             |
| 2017—18                                        | Даниэла Йенч    | Эмира Аббес      | Йозефине Оберман                 | Аналена Йенч       | Пиа-Лиза Шёлль                       | Ули Капп                           | ЧМ 2018 (12 место)                                            |
| 2018—19                                        | Даниэла Йенч    | Эмира Аббес      | Аналена Йенч                     | Клара-Гермина Фомм | Лена Капп                            | Ули Капп                           | ЧЕ 2018                                                       |
| 2018—19                                        | Даниэла Йенч    | Эмира Аббес      | Клара-Гермина Фомм               | Аналена Йенч       | Миа Хёне (ЧМ)                        | Ули Капп, Маттиас Симон (ЧМ)       | ЧМ 2019 (9 место)                                             |
| 2019—20                                        | Даниэла Йенч    | Эмира Аббес      | Клара-Гермина Фомм               | Аналена Йенч       | Миа Хёне                             | Кит Вендорф                        | ЧЕ 2019 (5 место)                                             |
| 2020—21                                        | Даниэла Йенч    | Миа Хёне         | Клара-Гермина Фомм               | Аналена Йенч       | Эмира Аббес                          | Ули Капп, Juliane Straehle         | ЧМ 2021 (9 место)                                             |
| 2021—22                                        | Даниэла Йенч    | Эмира Аббес      | Миа Хёне                         | Аналена Йенч       | Клара-Гермина Фомм                   | Хольгер Хёне, Ули Сутор (квал-ЗОИ) | ЧЕ 2021 · ЗОИ 2022 (квал. 2021) (6 место) · ЧМ 2022 (9 место) |
| 2022—23                                        | Даниэла Йенч    | Эмира Аббес      | Пиа-Лиза Шёлль                   | Аналена Йенч       | Миа Хёне                             | Ули Капп, Даниэль Херберг          | ЧЕ 2022 (7 место)                                             |
| 2022—23                                        | Даниэла Йенч    | Эмира Аббес      | Лена Капп                        | Аналена Йенч       | Пиа-Лиза Шёлль                       | Ули Капп, Christian Hungerecker    | ЧМ 2023 (10 место)                                            |
| Кёрлинг среди смешанных команд (mixed curling) |                 |                  |                                  |                    |                                      |                                    |                                                               |
| 2006—07                                        | Роланд Йенч     | Даниэла Йенч     | Ули Сутор                        | Марика Треттин     | Хельмар Эрлевайн                     |                                    | ЧЕСК 2006 (10 место)                                          |

(скипы выделены полужирным шрифтом)

## Результаты как тренера национальных сборных
| Год  | Турнир                                                        | Сборная                          | Место |
| ---- | ------------------------------------------------------------- | -------------------------------- | ----- |
| 2023 | Чемпионат Европы по кёрлингу 2023                             | Австрия (мужчины)                | 12    |
| 2023 | Чемпионат Европы по кёрлингу 2023                             | Австрия (женщины)                | 17    |
| 2024 | Чемпионат Европы по кёрлингу 2024                             | Австрия (женщины)                | 18    |
| 2024 | Чемпионат мира по кёрлингу среди юниоров (группа Б) 2024      | Австрия (юниоры муж.)            | 13    |
| 2024 | Чемпионат мира по кёрлингу среди юниоров (группа Б) 2024      | Австрия (юниоры жен.)            | 16    |
| 2025 | Чемпионат мира по кёрлингу среди юниорских смешанных пар 2025 | Австрия (юниоры, смешанная пара) | 20    |

## Частная жизнь
Из семьи кёрлингистов. Её отец Роланд Йенч играл вместе с нею в команде Германии на чемпионате Европы по кёрлингу среди смешанных команд 2006. Её мать Кристина Йенч выигрывала бронзовые медали 1992, участвовала в зимних Олимпийских играх 1992 (где проводился демонстрационный турнир по кёрлингу, в женской части которого победила женская команда Германии). Её сестра, Аналена Йенч, играет в команде Даниэлы.